# 岡山県道701号岡山賀陽自転車道線
岡山県道701号岡山賀陽自転車道線（おかやまけんどう701ごう おかやまかようじてんしゃどうせん）は岡山県岡山市北区から加賀郡吉備中央町を結ぶ自転車・歩行者専用の一般県道である。
通称吉備高原自転車道。

## 概説
岡山市北区津寺から新庄下にまたがる岡山JCTの北側高架下から吉備路自転車道より分岐し、岡山済生会吉備病院脇の歩道橋で国道180号を渡り、岡山市北区高松内において最上稲荷の南麓をぐるりと迂回して備中高松城跡に至り、のち西進し足守川の堤防との合流地点で北上、足守を超えた後に国道429号と合流して同河川沿いを沿って同国道と分岐・合流を繰り返し、黒谷ダムに至りそのまま同国道を北上して岡山県道72号岡山賀陽線の交点から同県道へと乗り換え、国道484号交点である吉備高原十字橋交差点で終点となる道路である。
自転車・歩行者専用道ではあるものの、分岐元である吉備路自転車道同様、自動車往来が可能な各国県道の重複区間においては本道として県道指定されているのは路肩・路側帯における歩道や横断歩道の部分である。こうした箇所においては通常の自動車並走の国県道同様、通行に注意を要する。また、高松地域や足守地域の付近においては住宅地の生活道路や農道が後で本県道に指定されている事も多く、このような道路に関しては地域住民の慣習的道路利用への配慮より純然たる自転車・歩行者専用道としてではなく、従来通りの生活道路・農道として運用されている事も多い。そのためこうした区間においては狭幅道路であっても自動車（許可者）の往来があるため、やはり通行に注意を要する。
なお岡山市北区高松66番地先の丁字路より高松稲荷ジャンボパーキング駐車場までの区間は中国鉄道稲荷山線の廃線跡である。

## 路線データ
- 起点：岡山県岡山市北区新庄下（岡山県道700号岡山総社自転車道線交点・山陽自動車道岡山JCT内倉敷JCT側高架北側）
- 終点：岡山県加賀郡吉備中央町吉川（国道484号交点）
- 総延長：30.1km

## 通過する自治体
- 岡山市（北区）
- 加賀郡吉備中央町

## 見どころ
- 最上稲荷（高松稲荷）
  - 稲荷山健康センター
- 備中高松城跡
- 足守
  - 近水園
  - 武家屋敷（足守町街並み保存地区）
  - 緒方洪庵生誕地
- 黒谷ダム
- 吉備高原都市

## 重複区間
- 岡山県道73号箕島高松線（岡山市北区津寺）
- 岡山県道241号長野高松線（岡山市北区高松）
- 国道429号（岡山市北区大井）
- 国道429号（岡山市北区粟井 - 岡山市北区掛畑）
- 岡山県道76号総社三和線（岡山市北区粟井 - 岡山市北区西山内）
- 岡山県道72号岡山賀陽線（岡山市北区掛畑 - 吉備中央町吉川）

## 接続道路
| 交差する道路                                                                                  | 市町村名 | 市町村名   | 交差する場所                     | 交差する場所                |
| --------------------------------------------------------------------------------------------- | -------- | ---------- | -------------------------------- | --------------------------- |
| 岡山県道700号岡山総社自転車道線                                                               | 岡山市   | 北区       | 新庄下                           | 起点                        |
| 岡山県道73号箕島高松線 重複区間起点                                                           | 岡山市   | 北区       | 津寺                             |                             |
| 岡山県道73号箕島高松線 重複区間終点                                                           | 岡山市   | 北区       | 津寺                             |                             |
| 国道180号                                                                                     | 岡山市   | 北区       | 高松原古才（たかまつはらこさい） | 高松原古才交差点            |
| 岡山県道241号長野高松線 重複区間起点                                                          | 岡山市   | 北区       | 高松                             |                             |
| 岡山県道241号長野高松線 重複区間終点                                                          | 岡山市   | 北区       | 高松                             |                             |
| 岡山県道241号長野高松線                                                                       | 岡山市   | 北区       | 高松稲荷                         |                             |
| 国道429号                                                                                     | 岡山市   | 北区       | 門前                             |                             |
| 岡山県道271号総社足守線                                                                       | 岡山市   | 北区       | 下土田                           | [ 2 ]                       |
| 国道429号 重複区間起点                                                                        | 岡山市   | 北区       | 大井                             |                             |
| 国道429号 重複区間終点                                                                        | 岡山市   | 北区       | 大井                             |                             |
| 国道429号 重複区間起点 岡山県道76号総社三和線 重複区間起点                                    | 岡山市   | 北区       | 粟井                             |                             |
| 岡山県道76号総社三和線 重複区間終点                                                           | 岡山市   | 北区       | 西山内（にしやまのうち）         |                             |
| 岡山県営広域営農団地農道吉備高原地区 / 吉備高原街道                                           | 岡山市   | 北区       | 東山内（ひがしやまのうち）       |                             |
| 国道429号 重複区間終点 岡山県道72号岡山賀陽線 / 吉備新線 重複区間起点 岡山県道249号掛畑虎倉線 | 岡山市   | 北区       | 掛畑                             |                             |
| 国道484号 岡山県道72号岡山賀陽線 / 吉備新線 重複区間終点 岡山県道307号吉川槙谷線              | 加賀郡   | 吉備中央町 | 吉川                             | 吉備高原十字橋交差点 / 終点 |